# Albert (Kansas)
Albert – miasto położone w hrabstwie Barton. W 2000 roku liczyło 181 mieszkańców.